# 249515 Heinrichsen
249515 Heinrichsen è un asteroide della fascia principale. Scoperto nel 2010, presenta un'orbita caratterizzata da un semiasse maggiore pari a 2,6834730 UA e da un'eccentricità di 0,1305741, inclinata di 12,23075° rispetto all'eclittica.
L'asteroide è dedicato a Ingolf Heinrichsen, sistemista di telescopi per le missioni Kepler, WISE e Spitzer.